# Reddeber
Reddeber là một đô thị thuộc huyện Harz, bang Sachsen-Anhalt, Đức. Đô thị Reddeber có diện tích 4,76 km², dân số thời điểm ngày 31 tháng 12 năm 2006 là 880 người.